# Actividades Industriales
Actividades Industriales S.A., kurz AISA, war ein spanischer Hersteller von Automobilen.

## Unternehmensgeschichte
Das Unternehmen aus Barcelona begann 1955 mit der Produktion von Automobilen. Im gleichen Jahr endete die Produktion. Der Markenname lautete Aisa.

## Fahrzeuge
Das einzige Modell Pullman Biscuter war ein Kleinstwagen. Es ähnelte dem Fuldamobil und war ein Dreirad, bei dem sich das einzelne Rad hinten befand. Das Fahrzeug bot Platz für zwei Personen. Für den Antrieb sorgte ein Einzylinder-Zweitaktmotor von Hispano Villiers mit 197 cm³ Hubraum im Heck. Die Fahrzeuglänge war mit 283 cm, das Gewicht mit 220 Kilogramm und die bauartbedingte Höchstgeschwindigkeit mit 80 km/h angegeben.